# خورشیدگرفتگی ۱۴ نوامبر ۲۰۵۰
خورشیدگرفتگی ۱۴ نوامبر ۲۰۵۰ (به انگلیسی: Solar eclipse of November 14, 2050) یک خورشیدگرفتگی از نوع خورشیدگرفتگی جزئی است. این خورشیدگرفتگی در تاریخ ۱۴ نوامبر ۲۰۵۰ میلادی (‎۲۳ آبان ۱۴۲۹ خورشیدی) روی خواهد داد که زمان اوج آن، ساعت ۱۳:۳۰:۵۳ به‌وقت ساعت هماهنگ جهانی است.